# Bartholomäus V. Welser

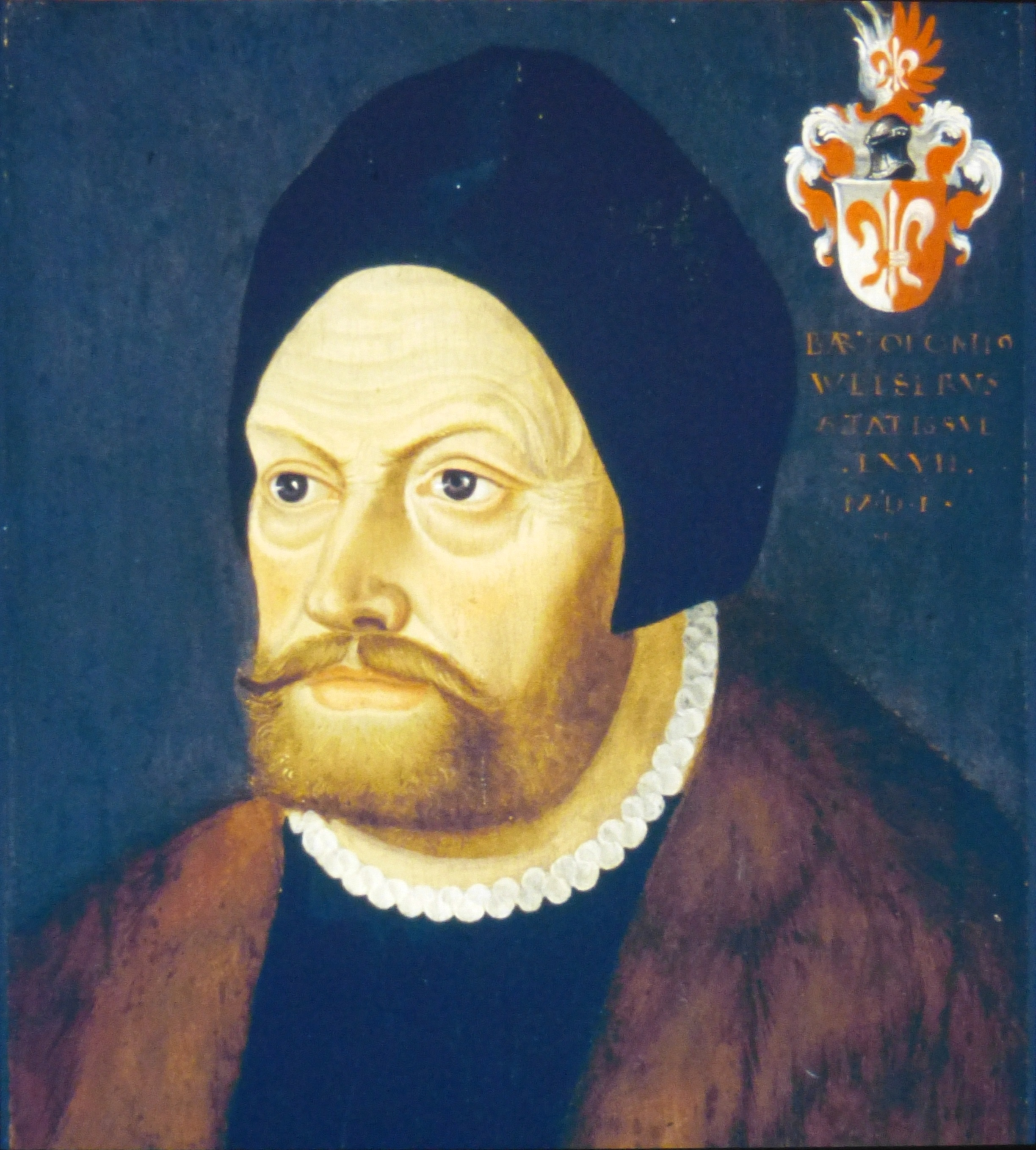
Bartholomäus Welser der Ältere

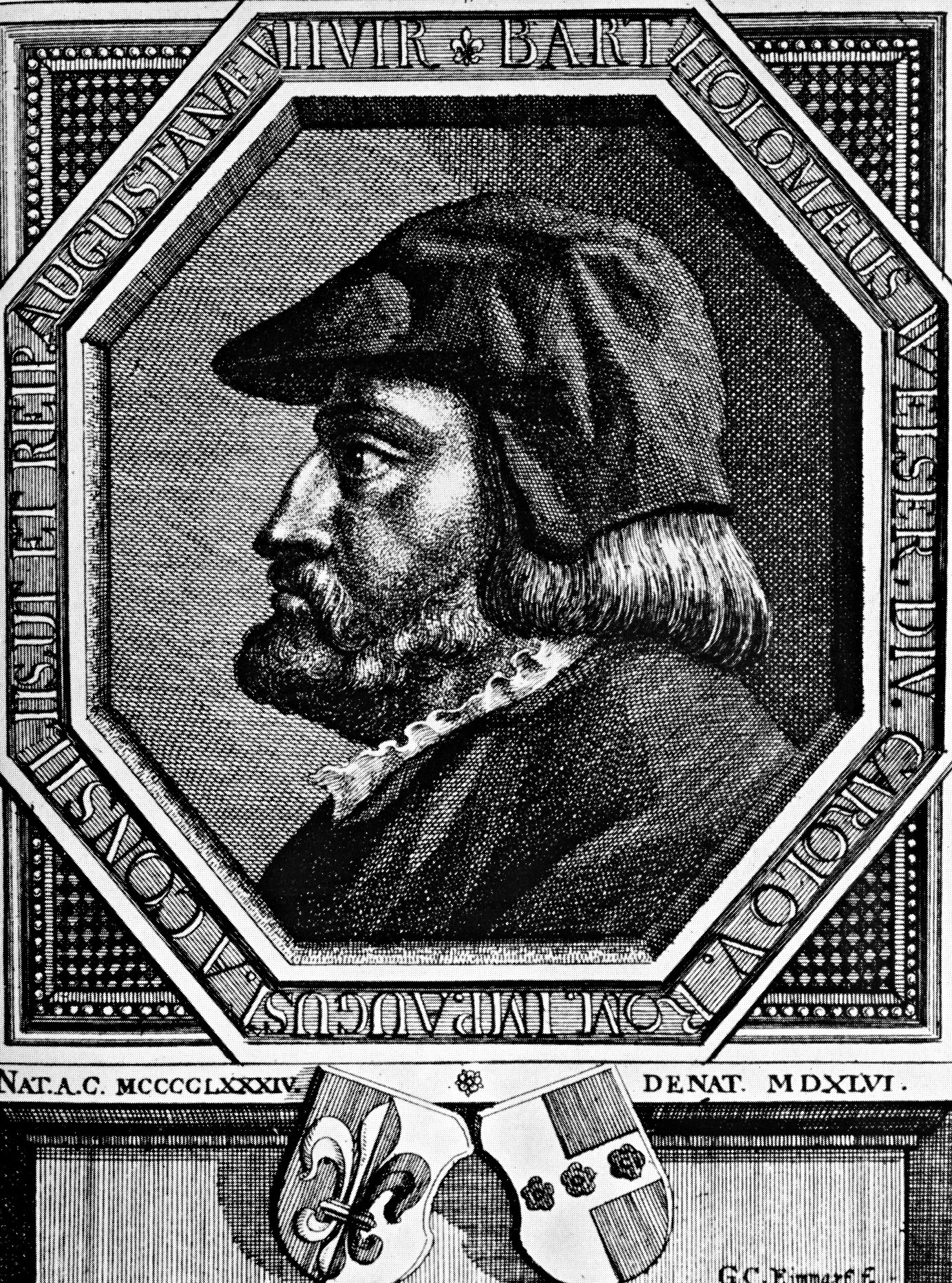
Bartholomäus V. Welser, Kupferstich von Georg Christoph Eimmart

Bartholomäus V. Welser der Ältere (* 25. Juni 1484 in Memmingen; † 28. März 1561 in Amberg in Schwaben) war ein Augsburger Patrizier und Großkaufmann.
Er wurde als Sohn Anton I. Welser, der zu dieser Zeit als Schwiegersohn von Hans Vöhlin d. J. in der Memminger Vöhlin-Gesellschaft arbeitete, geboren. Seine ältere Schwester war Margarete Welser, die 1499 Konrad Peutinger heiratete.
Seine Tochter war mit dem Kaufmann Hieronymus Sailer verheiratet.
Er war von 1519 bis 1551 Chef der Augsburger Welser-Gesellschaft, eines der größten Handels-, Bank-, Reederei- und Minenunternehmen des 16. Jahrhunderts. 1528 schloss er mit der spanischen Krone einen Asiento ab, mit dem die Welser für einen Zeitraum von fast dreißig Jahren die Statthalterschaft über die spanische Überseeprovinz Venezuela erlangten. Als Bankier Kaiser Karls V. sowie des französischen Königs Franz I. hatte er entscheidenden Einfluss auf die Mächtigen seiner Zeit.